# Břetislav Kovařík
Břetislav Kovařík (* 26. února 1950, Pardubice) je český karikaturista, autor kresleného humoru.

## Život
Původním povoláním byl učitel základní školy (biologie, chemie), pak učitel autoškoly, řidič nákladního automobilu, vychovatel, vedoucí programového oddělení domu kultury a noční hlídač. Od roku 1991 provozuje svobodné povolání. První kresbu publikoval v roce 1977 v brněnské Rovnosti, poté postupně spolupracoval s mnoha českými (československými) periodiky (časopisy Mladý svět, Stadión, Dikobraz, Nový Dikobraz, ŠKRT, KUK, Podvobraz, HEC, ekonomický deník E15, deník Sport) i zahraničními agenturami. Svoji tvorbu uplatňuje i v reklamě, spolupracuje se soukromými firmami i společenskými organizacemi.
Žije a pracuje v Trutnově. Od roku 1999 do roku 2014 byl předsedou České unie karikaturistů (ČUK).

## Dílo

### Kreslené vtipy v knihách
- Humorem ke zdraví (kolektiv autorů), Praha, Olympia, 1986
- Krakonoše si představuje každý jinak, Praha, Česká státní pojišťovna ve vydavatelství Novinář a NVT MON, 1988
- Sranda kuchařka 2 (kolektiv autorů), Praha, Signet, 1999, ISBN 80-86021-55-6
- Hlavně, že jsme zdraví! (kolektiv autorů), Praha, Tok, 1999, ISBN 80-86177-05-X
- To nejlepší z českého kresleného humoru 1990–2000 (kolektiv autorů), Praha, Formát, 2000, ISBN 80-86155-62-5
- Prazdroj českého kresleného humoru: Encyklopedie českých karikaturistů (kolektiv autorů), Plzeň, NAVA, 2005, ISBN 80-7211-194-9
- Atomové úsměvy (kolektiv autorů), Praha, Česká nukleární společnost ve spolupráci s Českou unií karikaturistů, 2008, ISBN 978-80-02-02014-1
- Velká kniha českého humoru (kolektiv autorů), Praha, Cosmopolis, 2020, ISBN 978-80-271-1263-0

### Ilustrace v knihách
- Helena Vostrovská: Sociálně aktivizační programy pro klienty pečovatelské služby, Praha, České centrum zdraví, 1998, ISBN 80-7071-093-4
- Matěj Barták: Žena, základ života: 300 nejlepších anekdot o ženách, Praha, Plot, 2005, ISBN 80-86523-48-9

- Matěj Barták: Muž, přítel člověka: 300 nejlepších anekdot o mužích, Praha, Plot, 2005, ISBN 80-86523-47-0
- Jiří Wilson Němec: Rychlebské povídky, Lanškroun, KOMFI, 2012-2014, ISBN 978-80-260-2412-5 (sv. 1), ISBN 978-80-260-7170-9 (sv. 2)
- Tomáš Kašpar: Nespěchejte do rakve, Hradec Králové, Akademie úspěchu, 2013, ISBN 978-80-904529-1-6
- Miloslav Jenšík: Dědo, jak to tenkrát bylo?: historie mistrovství světa v ledním hokeji u nás, Velké Přílepy, Olympia, 2015, ISBN 978-80-7376-395-4
- Tomáš Kašpar: Krutá hra o tvé zdraví: budeš figurkou, nebo hráčem?, Hradec Králové, Akademie úspěchu, 2016, ISBN 978-80-906020-3-8
- Tomáš Kašpar: Chcete peníze? Nechoďte do práce, Hradec Králové, Akademie úspěchu, 2018, ISBN 978-80-906020-6-9
- Josef Volf: Ještě je to (furt) dobrý, Červený Kostelec, Pavel Mervart, 2022, ISBN 978-80-7465-531-9

### Komiksy v knihách
- Neobyčejné příběhy Podpálaví a Weinviertlu (kolektiv autorů), Mikulov, město Mikulov, Městská knihovna Mikulov, 2022, ISBN 978-80-906856-8-0

## Ocenění

### Ocenění v mezinárodních soutěžích v kresleném humoru

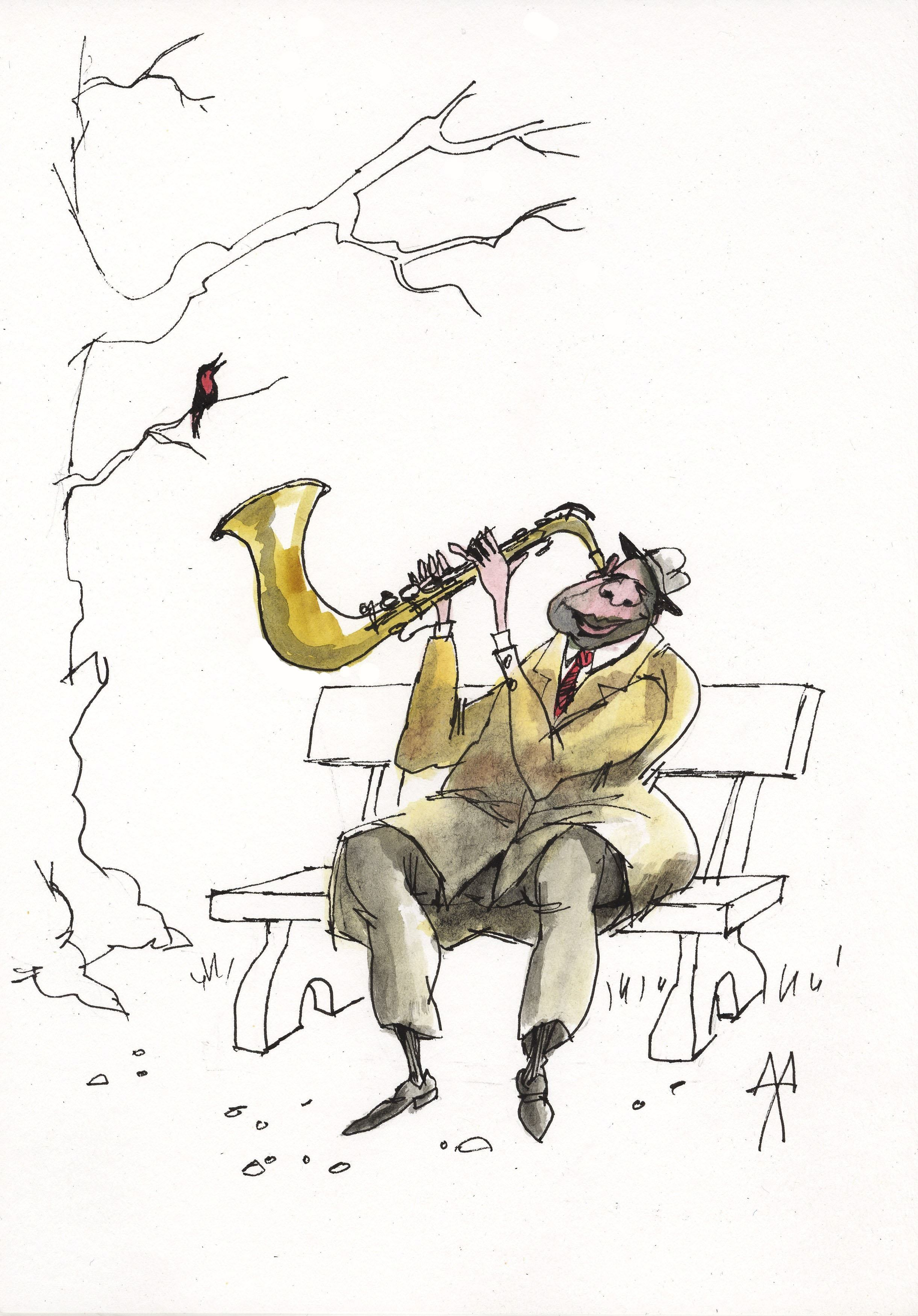
Naslouchátko

- Naslouchátko1988 Edinburg, Skotsko, volné téma /free topic/ – 1. cena
- 1995 Mezinárodní bienále Písek, Česko, téma Oáza /Oasis/ – Grand prix
- 1998 Mezinárodní bienále HUMOREST Hradec Králové, Česko, téma Quo vadis, Europe? – 3. cena
- 1998 Mezinárodní bienále HUMOREST Hradec Králové, Česko, téma volné /free topic/ – 2. cena
- 1999 Mezinárodní bienále Písek, Česko, téma Budoucnost /Future/ – Cena města Písku
- 2002 Mezinárodní bienále HUMOREST Hradec Králové, Česko, volné téma /free topic/ – 1. cena
- 2002 Mezinárodní bienále HUMOREST Hradec Králové, Česko, téma Nejen na předpis /Not only for a prescription/ – 2. cena
- 2003 Bree, Belgie, téma Energie /Energy/ – 3. cena
- 2003 Mezinárodní bienále Písek, Česko, téma Sport /Sport/ – Grand prix
- 2004 Jaka bede, Olstztyn, Polsko, téma Žena /Woman/ – 3. cena
- 2004 Fór pro FOR, Praha, Česko, téma Stavíme dům /Building/ – 1. cena
- 2004 Zlatý súdok, Prešov, Slovensko, téma Pivo /Beer/ – 1. cena
- 2005 Napoleon, Brno, Česko, téma Víno /Wine/ – 1. cena
- 2005 Kožuchów, Polsko, téma Rádio /Radio/ – Grand prix
- 2006 Mariupol, Ukrajina, téma Jídlo /Food/ – 2. cena
- 2006 Satyrykon, Legnica, Polsko, téma Kabaret /Cabaret/ – cena Nadace Andrzeja Tamiałojcia
- 2006 Zlatý súdok, Prešov, Slovensko, téma Pivo /Beer/ – 3. cena
- 2007 Kožuchów, Poland, téma Noviny /Newspaper/ – zvláštní cena
- 2007 Aachen, Německo, téma Cenzura /Censoring/ – 5. cena
- 2008 Zielona Góra, Polsko, téma Nafta /Oil/ – zvláštní cena
- 2008 Toronto, Kanada, téma Pivo /Beer/ – 3. cena
- 2008 Zagreb, Chorvatsko, téma Hazard /Gambling/ – 3. cena
- 2008 Surgut, Rusko, téma volné /free topic/ – zvláštní cena
- 2009 Skopje, Makedonie, téma Moje téma /My theme/ – 3. cena
- 2009 Zielona Góra, Polsko, téma Víno /Wine/ – Grand prix
- 2009 Satyrykon, Legnica, Polsko, volné téma /free topic/ – zvláštní cena
- 2010 Satyrykon, Legnica, Polsko, téma Hřích /Sin/ – 3. cena
- 2012 Zielona Góra, Polsko, téma Letadla, letiště, létání – 1. cena
- 2014 Zielona Góra, Polsko, téma Celebrity – 1. cena[4]
- 2015 Zielona Góra, Polsko, téma Služební cesta – zvláštní cena
- 2015 Karpik, Niemodlin, Polsko, téma Rybářství – zvláštní cena
- 2016 Satyrykon, Legnica, Polsko, téma Zlo – cena Nadace Andrzeja Tamiałojcia
- 2017 Cena Koç Holding v 37. ročníku mezinárodní soutěže Nasreddin Hodja cartoons, Istanbul, Turecko
- 2017 XIX. ročník Mezinárodní soutěže v kresleném humoru, téma Peníze, Zielona Góra, Polsko – 1. cena[5]
- 2017 „Karpik 2017“, Niemodlin, Polsko – cena SPAK (Stowarzyszenia Polskich Artystów Karykatury)
- 2018 Int’l Karpik Niemodlin, Polsko – cena Národního centra pro zemědělství[6]
- 2019 Int’l Competition Karpik 2019, Polsko – Zvláštní cena N.A.S.C. in Opole[7]

### Další ocenění
V roce 2014 Břetislav Kovařík získal při příležitosti 400. Salonu kresleného humoru čestný titul HUDr. (Doctor humoris causa).

## Galerie kreslených vtipů a karikaturních portrétů

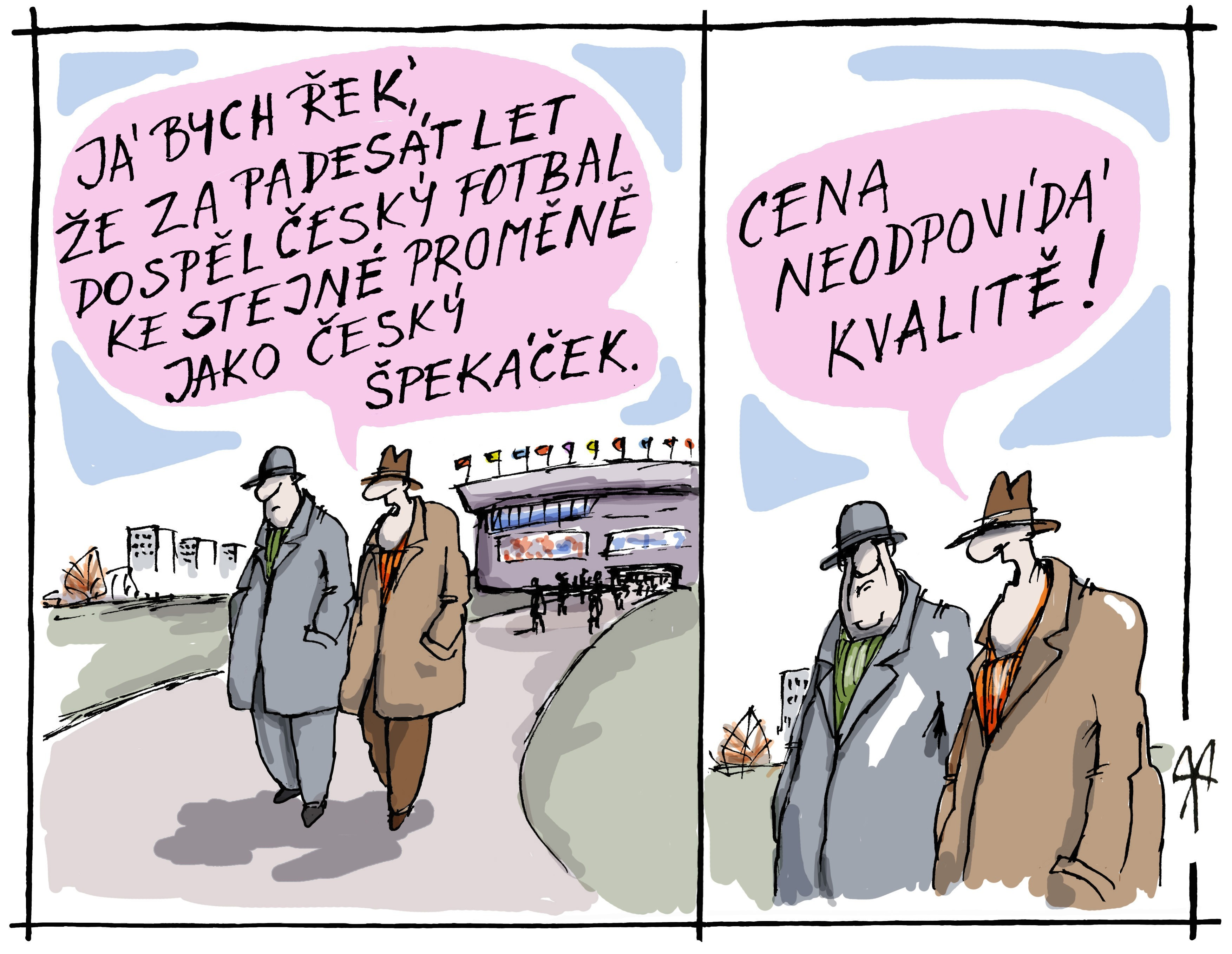
Fotbal po padesáti letech
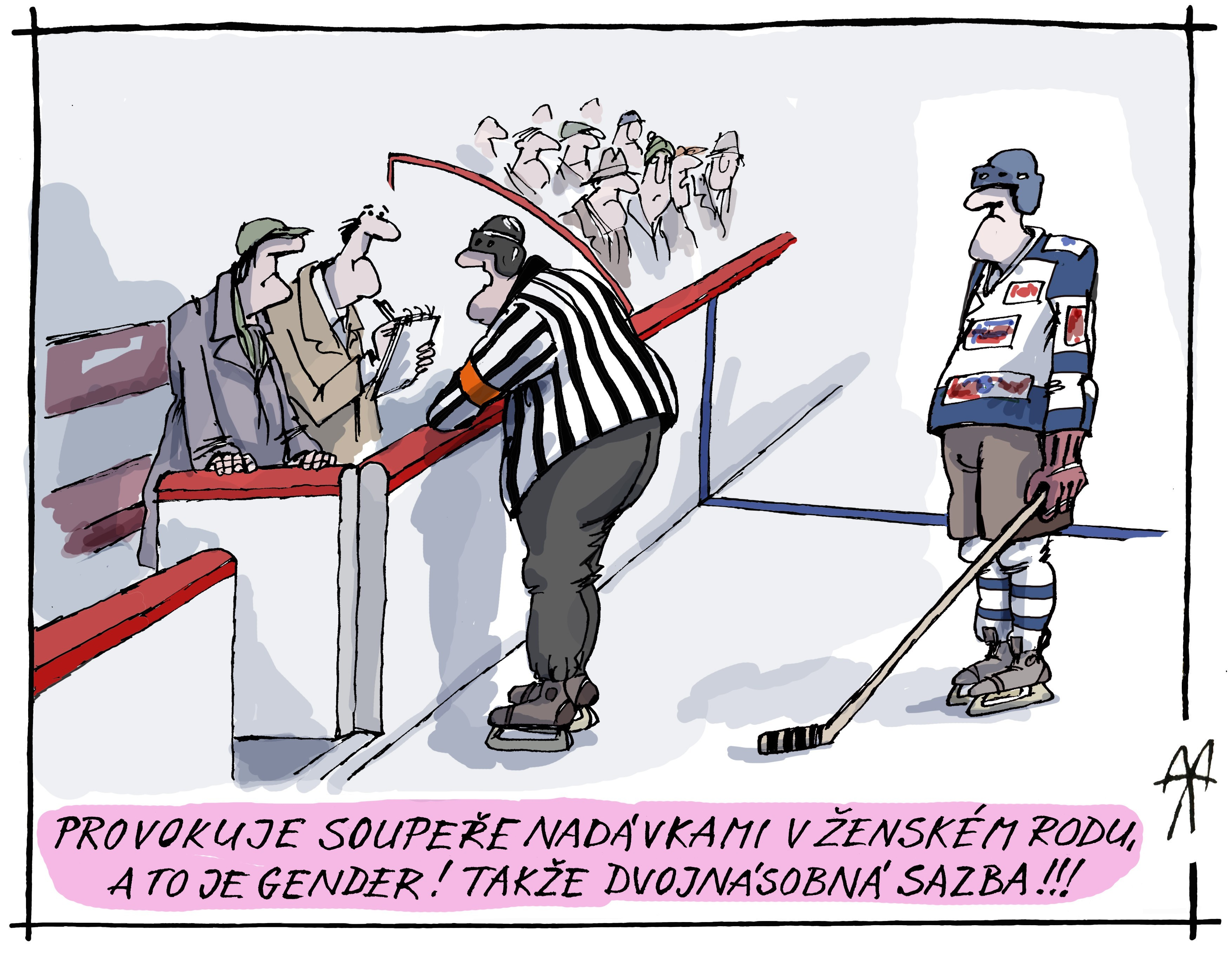
Dvojnásobný trest
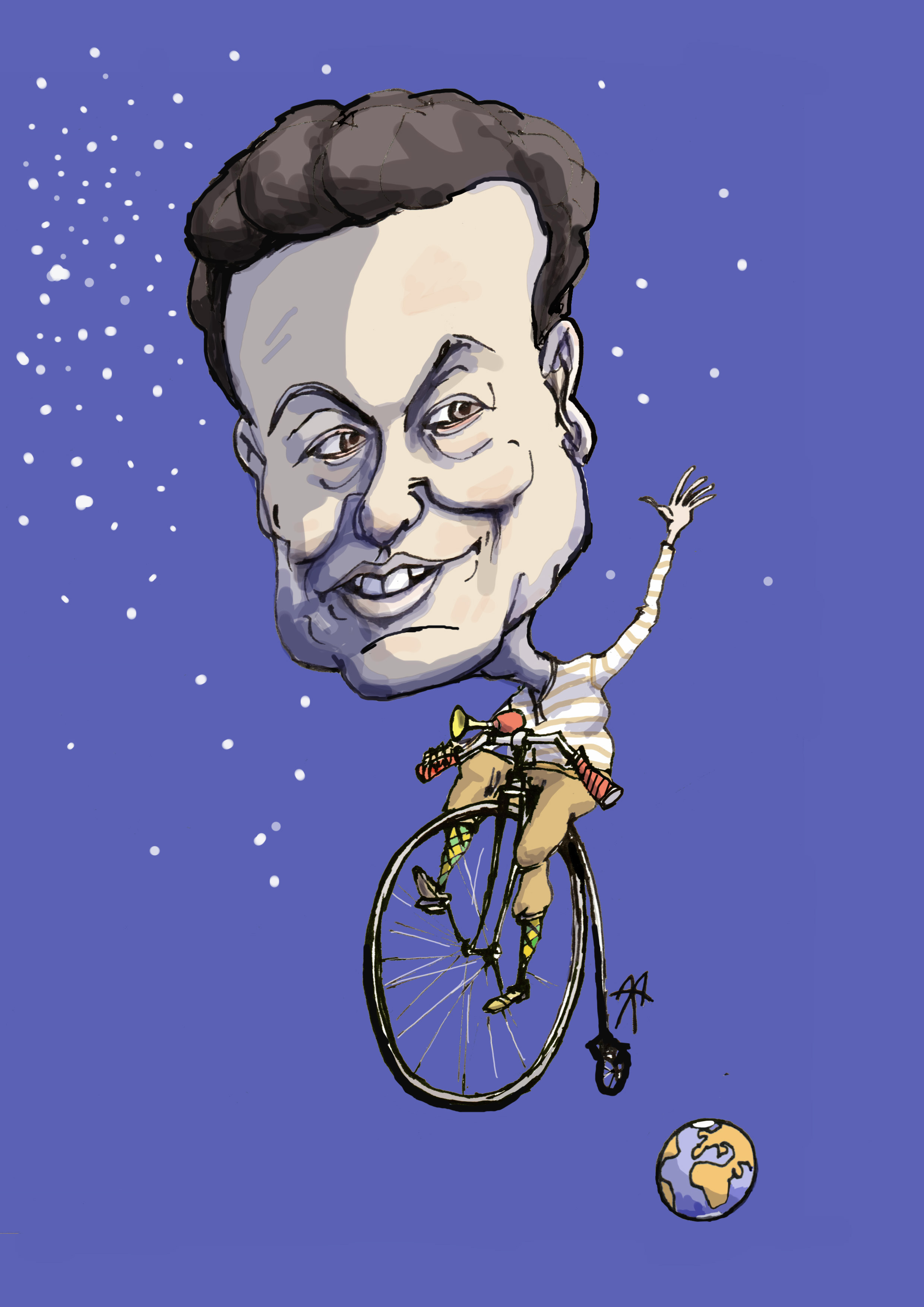
Elon Musk
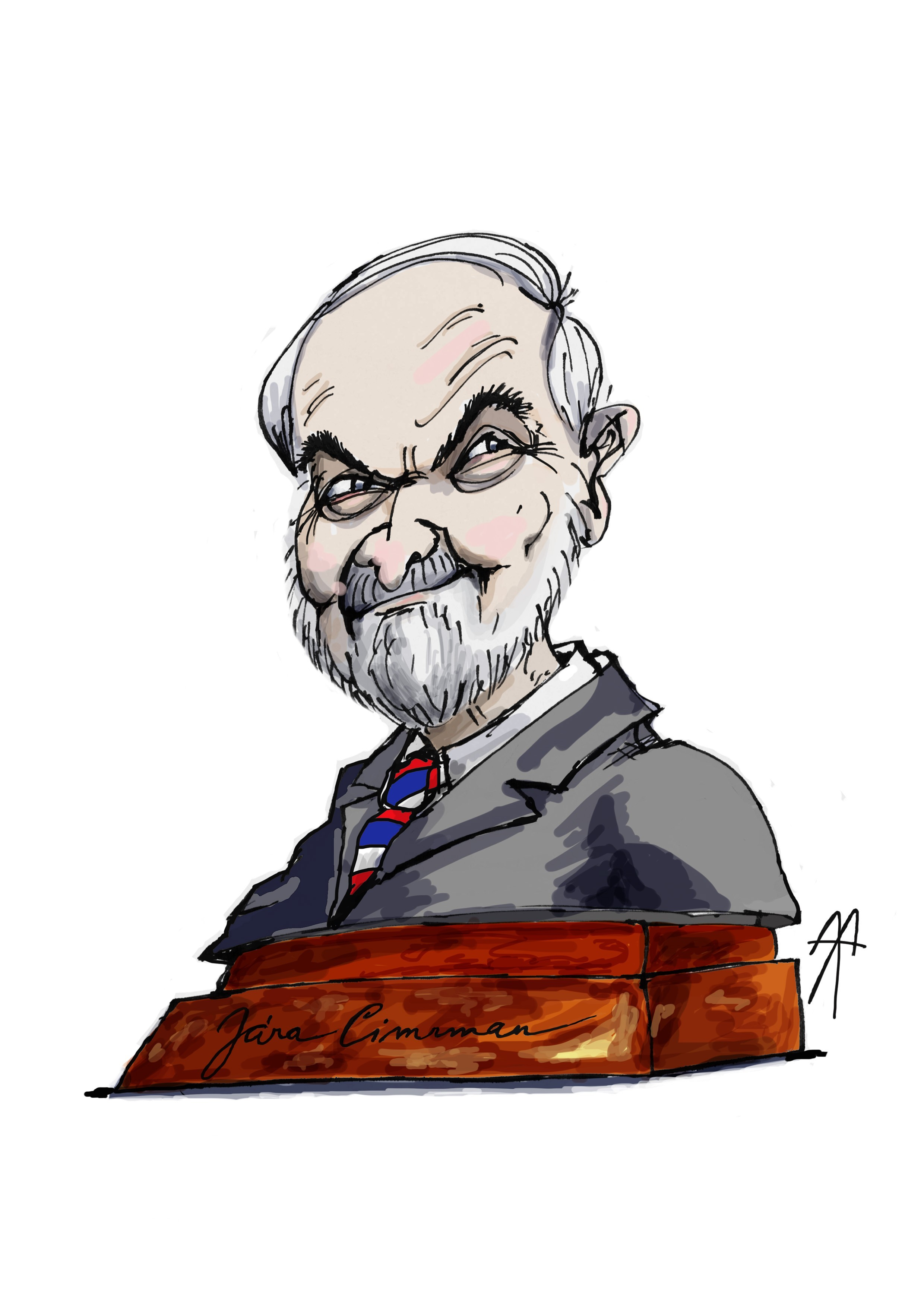
Zdeněk Svěrák